# Garey Hayden
Garey Hayden (ur. 9 września 1944 – Easton, zm. 5 lutego 2015 – Tucson) – Amerykański brydżysta, Senior Grand Master (WBF).

## Wyniki brydżowe

### Zawody światowe
W światowych zawodach zdobył następujące lokaty:
| Mistrzostwa Świata. Konkurencja teamów | Mistrzostwa Świata. Konkurencja teamów | Mistrzostwa Świata. Konkurencja teamów  | Mistrzostwa Świata. Konkurencja teamów | Mistrzostwa Świata. Konkurencja teamów | Mistrzostwa Świata. Konkurencja teamów |
| Rok                                    | Miejsce                                | Zawody                                  | Kategoria                              | Drużyna                                | Pozycja                                |
| -------------------------------------- | -------------------------------------- | --------------------------------------- | -------------------------------------- | -------------------------------------- | -------------------------------------- |
| 2013                                   | Nusa Dua                               | 41. Mistrzostwa Świata Teamów           | Seniorzy                               | USA 2                                  | 1                                      |
| 2010                                   | Filadelfia                             | 13. Seria Mistrzostw Świata             | Seniorzy                               | Hackett                                | 1                                      |
| 2005                                   | Estoril                                | 37. Mistrzostwa Świata Teamów           | Seniorzy                               | USA 1                                  | 1                                      |
| 2003                                   | Monte Carlo                            | 36. Mistrzostwa Świata Teamów           | Seniorzy                               | USA 1                                  | 1                                      |
| 2002                                   | Montreal                               | 11. Mistrzostwa Świata                  | Open                                   | Pollack                                | 17                                     |
| 2001                                   | Paryż                                  | 35. Mistrzostwa Świata Teamów           | Seniorzy                               | USA 2                                  | 1                                      |
| 2000                                   | Southampton                            | 34. Mistrzostwa Świata Teamów           | Trans                                  | Simpson                                | 23                                     |
| 1996                                   | Rodos                                  | 1. Mistrzostwa Świata Teamów Mikstowych | Miksty                                 | Kasle                                  | 80                                     |

| Mistrzostwa Świata. Konkurencja par | Mistrzostwa Świata. Konkurencja par | Mistrzostwa Świata. Konkurencja par | Mistrzostwa Świata. Konkurencja par | Mistrzostwa Świata. Konkurencja par | Mistrzostwa Świata. Konkurencja par |
| Rok                                 | Miejsce                             | Zawody                              | Kategoria                           | Partner                             | Pozycja                             |
| ----------------------------------- | ----------------------------------- | ----------------------------------- | ----------------------------------- | ----------------------------------- | ----------------------------------- |
| 2010                                | Filadelfia                          | 13. Mistrzostwa Świata              | Miksty                              | Tina McKee                          | 152                                 |
| 2010                                | Filadelfia                          | 13. Mistrzostwa Świata              | Seniorzy                            | Jagdish Prasad Goenka               | 37                                  |
| 2002                                | Montreal                            | 11. Mistrzostwa Świata              | Miksty                              | Barbara Kasle                       | 141                                 |

### Zawody europejskie
W europejskich zawodach zdobył następujące lokaty:
| Zawody europejskie. Konkurencja teamów | Zawody europejskie. Konkurencja teamów | Zawody europejskie. Konkurencja teamów | Zawody europejskie. Konkurencja teamów | Zawody europejskie. Konkurencja teamów | Zawody europejskie. Konkurencja teamów |
| Rok                                    | Miejsce                                | Zawody                                 | Kategoria                              | Drużyna                                | Pozycja                                |
| -------------------------------------- | -------------------------------------- | -------------------------------------- | -------------------------------------- | -------------------------------------- | -------------------------------------- |
| 2005                                   | Teneryfa                               | 2. Otwarte Mistrzostwa Europy          | Seniorzy                               | Hollman                                | 3                                      |

| Zawody europejskie. Konkurencja par | Zawody europejskie. Konkurencja par | Zawody europejskie. Konkurencja par | Zawody europejskie. Konkurencja par | Zawody europejskie. Konkurencja par | Zawody europejskie. Konkurencja par |
| Rok                                 | Miejsce                             | Zawody                              | Kategoria                           | Partner                             | Pozycja                             |
| ----------------------------------- | ----------------------------------- | ----------------------------------- | ----------------------------------- | ----------------------------------- | ----------------------------------- |
| 2005                                | Teneryfa                            | 2. Otwarte Mistrzostwa Europy       | Seniorzy                            | Jim Robinson                        | 8                                   |

## Klasyfikacja
- Garey Hayden – klasyfikacja WBF (ang.)